# Gos (Tarn)
Der Gos ist ein kleiner Fluss in Frankreich, der im Département Aveyron in der Region Okzitanien verläuft. 

## Flusslauf
Der Gos entspringt im südlichen Gemeindegebiet von Rebourguil, entwässert generell in nordwestlicher Richtung durch den Regionalen Naturpark Grands Causses und mündet nach rund 19 Kilometern im Gemeindegebiet von Saint-Izaire als linker Nebenfluss in den Tarn.

## Orte am Fluss
(Reihenfolge in Fließrichtung)
- Fonfrège, Gemeinde Rebourguil
- Rebourguil
- Salvagnac, Gemeinde Vabres-l’Abbaye
- Courtilles, Gemeinde Calmels-et-le-Viala
- Mas de Gos, Gemeinde Saint-Juéry
- Faveyrolles, Gemeinde Saint-Izaire
- Salelles, Gemeinde Saint-Izaire